# الحرية أو الطوفان (كتاب)
كتاب الحرية أو الطوفان هو عبارة عن دراسة للخطاب السياسي الإسلامي ومراحله التاريخية، محتوى الكتاب الرئيسي هو الإجابة عن الأسئلة حول طبيعة النظام السياسي الإسلامي وأصوله وقواعده وأحكامه من خلال القرآن والسنة والخطاب الراشدي، قوبل الكتاب بصدى طيب عند كثير من العلماء والمفكرين والسياسيين والقراء على اختلاف ألوان طيفهم السياسي، وأثار جدلاً في الأوساط العلمية والفكرية، تم ترجمة الكتاب إلى اللغة الكردية واللغة الفارسية وطلب ليترجم إلى اللغة الإنجليزية واللغة الأوردية، نَفِدت طبعته الأولى من الأسواق في مدة قصيرة، حتى صار من أكثر الكتب مبيعاً، كما كتب عنه عدد من الكتاب والسياسيين إشادة ونقداً، وتعاورته الأقلام وكثر حوله الجدل والنقاش في الخليج العربي ومصر والشام.
وجاء فيه تهديد المؤلف - حاكم المطيري - للحكومات عام 2004 بطوفان عارم واجب على الشعوب القيام به، وأعلن أن إزالة هذه الأنظمة بطوفان أو ثورة من الواجبات على الأمة، وكأنه وضع بهذا خارطة طريق سلفية قبل سبع سنين للطوفان الذي حدث للحكومات العربية وقال «فالواجب العمل على تغييرها بكل وسيلة ممكنة، سواء بالعمل السياسي السلمي أو بالعمل الثوري؛ إذ بقاؤها بقاء للاستعمار ولا سبيل إلى زواله إلا بزوالها»
بل اعتبر المؤلف أنه لا خيار للأمة إلا أن تأخذ بهذه الخارطة، وهي خيارها الوحيد، وهذه الجملة هي آخر جملة ختم بها الكتاب حيث قال «وليس أمام الأمة للخروج من هذا التيه سوى الثورة أو الطوفان!» وهذا الذي لجأت إليه الأمة، فكان هذا الكتاب أذانا للثورة في المشرق وإيذانا بها - بعد سقوط بغداد[ ؟ ] سنة 2003 حين صدر الكتاب - وبداية الثورة في تونس - سنة 2011 على يد محمد البوعزيزي - سبع سنوات امتزجت فيها دماء العرب بدموعهم، وأحلامهم بمأساتهم، وآمالهم بآلامهم، وعزيمتهم بهزيمتهم.

## فصول الكتاب

### المقدمة
الكتاب دراسة موجزة عن الخطاب السياسي الإسلامي ومراحله التاريخية، وعن طبيعة كل مرحلة وأبرز سماتها، يعتبر الخطاب السياسي الإسلامي منظومة من الأحكام والقواعد التي يقوم عليها نظام الحكم في الدولة الإسلامية.

### الفصل الأول: مرحلة الخطاب السياسي الشرعي المنزل (1هـ - 73 هـ)
وتبدأ من بقيام الدولة الإسلاميَّة في المدينة بعد هجرة النبي ﷺ إليها، إلى وفاة آخر خليفة صحابي هو عبد الله بن الزبير  سنة 73هـ، وتعتبر أهم ملامح ومبادئ هذه المرحلة:
1. ضرورة الدولة للدين، وأنه لا دين بلا دولة.
2. ضرورة إقامة السلطة وأنه لا دولة بلا إمام
3. ضرورة عقد البيعة، فلا إمامة بلا عقد
4. أنه لا عقد بيعة إلا برضا الأمة واختيارها
5. لا رضا بلا شورى بين المسلمين في أمر الإمامة
6. أنه لا شورى بلا حرية
7. أن الحاكمية[ ؟ ] والطاعة المطلقة لله ورسوله
8. تحقيق مبدأي العدل[ ؟ ] والمساواة
9. حماية الحقوق والحريات الإنسانية الفردية والجماعية وصيانتها

### الفصل الثاني: مرحلة الخطاب السياسي الشرعي المؤول (73 هـ - 1350 هـ تقريبا)
1. مصادرة حق الأمة في اختيار الإمام وتحول الحكم من شورى إلى وراثة وتضمن أسباب قتال الصحابة من أجل الشورى ويحصر في أربع أسباب كما لاحظ المؤلف وهي 
  1. الدفاع عن حقهم الذي جعل الله لهم
  2. أن اغتصاب الحكم منكر وظلم تجب إزالته
  3. التمسك بالسنة وهدي الخلفاء الراشدين
  4. إدراكهم أن دخول الخلل في موضوع الإمامة سيفضي إلى دخول الخلل في جميع شئون الحياة. وتضمن مذاهب العلماء في اشتراط الإجماع على عقد البيعة
2. مصادرة حق الأمة في المشاركة والشورى
3. غياب دور الأمة في الرقابة على بيت المال
4. تراجع دور الأمة في مواجهة الظلم والانحراف. وتضمن مذاهب العلماء في الخروج على السلطان الجائر أي مذهب فسخ عقد الإمامة بالجور.

كما ناقش المؤلف الأسباب التي أدت إلى شيوع الخطاب المؤول:
1. نظرة أصحاب هذا الخطاب إلى حوادث التاريخ نظرة جزئية
2. خلطهم بين مفهوم الخروج السياسي ومفهوم الخروج العقائدي
3. شيوع أحاديث الفتن دون فهم لمعناها الصحيح
4. شيوع الروح الفردية بسبب الفهم الخاطئ لأحاديث اعتزال الفتن
5. شيوع روح الجبر من جهة والإرجاء من جهة أخرى
6. الغلو في تعظيم طاعة السلطان

وناقش وبين كل من مسائل الخلاف في صفة تصرف الإمام على الأمة، دراسة ظاهرة المستبد العادل في هذه المرحلة، واجبات الإمام في الإسلام، واجبات الأمير في الإسلام، مقاصد نصب الإمام، تقييد تصرفات الإمام، الضمانات العدلية في هذه المرحلة.

### الفصل الثالث: الخطاب السياسي الشرعي المبدل (1350 هـ - ؟؟)
حركة محمد بن عبد الوهاب الإصلاحية، حركة جمال الدين الإصلاحية، إسقاط الخلافة وفصل الإسلام عن الدولة، علي عبد الرازق وكتابه نظام الحكم في الإسلام. وأهم ملامح هذا الخطاب:
1. إثبات عدم شرعية الخلافة
2. إثبات مشروعية التحاكم إلى القوانين الوضعية
3. إثبات عدم مشروعية الجهاد في الإسلام المتمثل في رد شيخ الإسلام مصطفى صبري على علي عبد الرازق والتضاد معه بتصدي العلامة أحمد شاكر[ ؟ ] للخطاب المبدل وتصدي سيد قطب للخطاب المبدل.

### الخاتمة
ختم حاكم المطيري الكتاب بقوله: 

## أسئلة الحرية
أجاب الكتاب عن أسئلة كثيرة طالما دار حولها الجدل تتمثل في:
1. ما طبيعة الدولة الإسلامية؟ وهل للإسلام نظام سياسي واضح المعالم؟ وهل بالإمكان بعث هذا النظام من جديد؟ وهل نحن في حاجة إليه؟
2. ما العلاقة بين المجتمع والدولة؟ وما مدى تدخلها في شئون المجتمع؟
3. ما الحقوق السياسية التي جاءت بها الشريعة الإسلامية؟
4. كيف تراجع الخطاب السياسي الإسلامي؟ وما أسباب تراجعه؟ وما علاقة الفقه السياسي بالواقع؟ وما أثر هذا الفقه على ثقافة المجتمع؟
5. كيف بدأ الإسلام دينًا يدعو إلى تحرير الإنسان من العبودية والخضوع لغير الله - عز وجل - إلى دين يوجب على أتباعه الخضوع للرؤساء والعلماء مهما انحرفوا وبدلوا؛ بدعوى طاعة أولي الأمر؟
6. لمَ لمْ يعد علماء الإسلام ودعاته اليوم يهتمون بحقوق الإنسان وحريته والعدالة الاجتماعية والمساواة… إلخ، وهي المبادئ التي طالما دعا إليها النبي وهو في مكة، وأكدها في المدينة، وهي التي أدت إلى سرعة انتشار الإسلام في العالم كله؛ إذ رأت الأمم أنه دين العدل والمساواة والحرية والرحمة؛ كما قال تعالى: {وما أرسلناك إلا رحمة للعالمين}؟!
7. كيف تم اختزال مفهوم الشريعة لتصبح السياسة الشرعية، وحقوق الإنسان، والحريات، والعدالة الاجتماعية، والمساواة؛ كل ذلك لا علاقة له بالشريعة التي يراد تطبيقها والدين الذي يدعى الناس إليه اليوم؟!
8. ما حقيقة الدعوة النبوية والدين الذي جاء به النبي صلى الله عليه وسلم إذًا إذا لم يُدْعَ الناس إلى هذه المبادئ التي هي من معانيي كلمة (لا إله إلا الله)، فلا إله يستحق الخضوع والطاعة والخوف والرهبة والرغبة سوى الله، وما سواه فبشر كلهم إخوة من أم وأب، فلا طاعة ولا تعظيم ولا خوف من مخلوق مهما علا قدره وعظم شأنه؛ إذ الجميع عبيد الله وأحرار مع من سواه؟!
9. كيف تم تفريغ الإسلام من مضمونه، فصار الدعاة إليه اليوم يدعون الناس إلى دين لا قيمة فيه للإنسان وحريته وكرامته وحقوقه، إلى دين لا يدعو إلى العدالة الاجتماعية والمساواة والحرية، بل يرفض تغيير الواقع ويدعو إلى ترسيخه بدعوى طاعة ولي الأمر؟!!
10. كيف ندعو شعوب العالم الحر الذي تساوى فيها الحاكم والمحكوم حيث الشعب يحاسب رؤساءه، وينتقدهم علانية ويعزلهم بطرح الثقة م، ولا يستطيع الحاكم سجن أحد أو مصادرة حريته أو تعذيبه؛ إذ الحاكم وكيل عن المحكوم الذي يحق له عزله؛ إلى دين يدعو أتباعه اليوم إلى الخضوع للحاكم وعدم نقده علانية، وعدم التصدي لجوره، والصبر على ذلك مهما بلغ فساده وظلمه؛ إذ طاعته من طاعة الله ورسوله؟! كما يحرم على هذه الشعوب الحرة

أن تقيم الأحزاب السياسية أو تتداول السلطة فيما بينها لو دخلت في الدين الجديد؟!!
لقد أصبح الناس يدعون اليوم إلى دين إن لم يكن ممسوخا مشوها فهو مختزل ناقص، لا تصلح عليه أمة ولا تستقيم عليه ملة، بل هو أغلال وآصار؛ الإسلام الحق منها براء، أدى إلى هذا الواقع الذي يعيشه العالم الإسلامي اليوم: من تخلف، وانحطاط، وشيوع للظلم والفساد؛ فكان لابد من مراجعة الخطاب السياسي الإسلامي.|الحرية أو الطوفان

## الكتاب بلا حدود
بعد برنامج بلا حدود مع أحمد منصور الذي كان حول كتاب الحرية أو الطوفان والخطاب السياسي الإسلامي، كانت تلك المقابلة إعلاناً عن الخطاب السياسي الإسلامي الراشدي الجديد، وكانت أصداؤها كبيرة، وكان يشاهدها كبار الملأ، يقول الدكتور حاكم المطيري
وبعد تلك المقابلة مباشرة قرر الملأ ضرورة محاصرة هذا الفكر.

## إرث الكتاب
كان كل ما يحتاجه الشباب الإسلامي- الذي يمثل أوسع التيارات الشعبية في العالم العربي - هو الخطاب الإسلامي الذي يبعث فيه الروح الثورية من جديد، تلك الروح التي طالما دعا لها سيد قطب في كتبه، وأطفأها الخطاب التقليدي الذي يفتقد لروح التجديد والمبادرة، وقد وجد الشباب في كتاب الحرية أو الطوفان بغيتهم، فصار دستور الحركة الثورية الشبابية الجديدة في أوساط التيار الإسلامي في كل بلد، كان للتيار الإسلامي التقليدي دور رئيس في تكريس هذا الواقع السياسي بسبب تحالفاته مع السلطة في كثير من الدول العربية، وكان لا بد من بعث الروح في أجياله الجديدة دون مواجهة مباشرة مع قياداته.
وللكتاب مختصرات قدّم لها المؤلف منها مختصر الحريةأو الطوفان لمحمد خالد آل جدعان

## ضد الكتاب
بدأ الحصار والحرب الإعلامية لمواجهة ما يدعو إليه الكتاب والمؤلف، وبدأت حرب الصحافة - التي توصف بأنها مأجورة - ضده حتى خرج كاتب ليبرالي ومستشار لرئيس الوزراء سابقاً، ووزير لاحقاً، ليكتب عن المؤلف - حاكم المطيري - في صحفية كويتية بأنه مروج مخدرات، وصاحب سوابق، وغسيل أموال، وذلك بعد إن رأى قصيدة المؤلف بغداد عذراً منشورة بالنت.
كانت الصحف قد امتنعت منذ الحرب على بغداد من نشر مقالات حاكم المطيري وتم إيقاف صفحة المشكاة التابعة للحركة السلفية[ ؟ ] في صحيفة الوطن[ ؟ ] آنذاك، مع أن الموقف الرسمي للحكومة حينها أنها ضد الحرب على العراق، كموقف الجامعة العربية، وكان يرسل الردود للصحافة الحرة فلا تنشر، وقد اعترف بعض رؤساء التحرير لحاكم المطيري بعد ذلك بأن هناك تعليمات من أعلى السلطات بأن لا يتم نشر أي شيء له ولا أي خبر عنه، بل ذكر أحد الدعاة سنة 2005 بأن وزارة الداخلية في بلده كلفت لجنة من خمسة أساتذة للاطلاع على الكتاب وكتابة تقرير عنه.

### بين الحرية والغوغائية
ثم تتابعت المقالات والردود المدفوعة ثم ظهر بعد سبع سنين من نشر كتاب الحرية أو الطوفان كتاب مضاد بعنوان الغوغائية هي الطوفان يرد مؤلفه على كتب ومؤلفات حاكم المطيري وتصفه بأنه خارجي وليس من أهل السنة، وإذا بكتابه يوزع في كل مكان وبالمجان ودون تسجيل رسمي أو معرفة دار طباعته ومكانها وإذا الكتاب في صفه وغلافه وورقه كمطبوعات كتب الحكومة.
وصارت توزع تلك الكتب في كل مكان وبالمجان! في الوقت الذي تمنع كتب حاكم المطيري في أكثر البلدان، مما اضطر الشباب في كل بلد لسحب الكتاب ومقالات الدكتور حاكم المطيري من الانترنت وتصويرها، بل كان أحد الدعاة المشهورين يقوم بوحده بتصوير مئات النسخ من كتاب الحرية أو الطوفان لنشره في مدينته، وكان بعض قيادات العمل الإسلامي في مصر يوصي الشباب بكتاب الحرية أو الطوفان، وكان يقوم بتدريس الكتاب، وكانت الروح الثورية تبعث شيئاً فشيئاً من جديد في أوساط الشباب الإسلامي، الذي يمثل قوة شعبية كبرى، لا ينقصها إلا هذه الروح الثورية.

## قالوا عن الكتاب
- د. سلمان العودة:«أفضل كتاب سلفي معاصر في فقه السياسة هو الحرية أو الطوفان للصديق الدكتور حاكم المطيري من الكويت.»
- د. سفر الحوالي: «هذا الكتاب فتح، وقد وفقك الله في تأليفه، ولم يؤلف لأهل السنة والجماعة في هذا الباب كمثل هذا الكتاب.»
- د. عائض القرني:«هو كتاب العصر ولم يؤلف مثله في فنه!.»
- الشيخ د. راشد الغنوشي أبدى إعجابه بالكتاب حيث قال حاكم المطيري:« زارني الشيخ راشد الغنوشي في الكويت في منزلي قبل الثورة التونسية بأشهر وذلك بتاريخ 21/1/2010 من الساعة 7 – 9 مساء - أي قبل الثورة بأقل من سنة ... وقد أبدى إعجابه بكتابي الحرية أو الطوفان، فأهديته الكتاب الثاني تحرير الإنسان.»
- د. سلطان العميري:«والمتابع للكتب المؤلفة في فقه السياسة يجد عزوفاً ظاهراً عن الاستناد إلى المخزون الشرعي في السياسة واعتماداً كبيراً على الاجتهاد والتخريج والاستنباط الشخصي وقد قام الدكتور حاكم المطيري بعملية استقرائية استطاع من خلالها الكشف عن قدر كبير من ضخامة الموروث السياسي في الشريعة ولو قمنا بالمقارنة بين ما جمعه وبين ما في كتب فقه السياسة سواء المتقدمة منها ككتاب الماوردي وأبي يعلى أو المتأخرة والمعاصرة فإن سنجد بينها فارقاً شاسعاً في كمية المخزون السياسي التي تم استحضاره واستثماره في بناء التصورات السياسية وهذا الحال يكشف لنا أحد الإشكاليات المنهجية في تلك المؤلفات.»
- الكاتب فهمي هويدي:«لقد طرح الدكتور المطيري في مقدمته أسئلة ما خطر لي أن يوماً أن تكون شغلاً لأحد القيادات السلفية[ ؟ ].»
- الكاتب محمد أبو رمان:«وعند الجهود الجديدة في غربلة التراث وإعادة بناء الفقه السياسي الإسلامي يجدر الوقوف أمام كتاب صدر مؤخراً للدكتور حاكم المطيري أحد القادة الإسلاميين في الكويت بعنوان الحرية أو الطوفان ... والكتاب أثار ضجة منذ صدوره، إذ جاء في بيئة سياسية وفكرية محافظة ينتشر فيها الوعي السياسي السلبي، والاتجاه السلفي الإحيائي، الذي يعطي هالة كبيرة للتراث وما يتضمنه من إنتاج فكري وسياسي.»
- الإعلامي أحمد منصور:«لقد قرأت الكتاب ودهشت مما فيه! فأنا في الحركة الإسلامية منذ ثلاثين سنة لم أعرف بأن النظام السياسي الإسلامي يمكن أن تكون فيه معارضة وتداول سلمي للسلطة!.»
- الكاتب عماد الخطيب:«فاجأ الدكتور حاكم المطيري الساحة العلمية والإعلامية بكتاب ثار فيه على الخطاب السياسي الإسلامي بلغة صارخة تستمد قيمتها وفاعليتها من الأرضية السلفية[ ؟ ] التي اعتمدت عليها، فقامت على منهج علمي التزم بالكتاب وصحيح السنة، وسير الخلفاء الراشدين، قدم من خلالها دراسة موضوعية للخطاب السياسي الشرعي ومراحله التاريخية.»
- الدكتور سعود مختار الهاشمي أثنى على الكتاب، ووزع منه مئات النسخ، واستضاف حاكم المطيري في ديوانه ليتحدث عن مضمون الكتاب.
- اللواء علي محسن الأحمر طلب أن يطبع الكتاب في اليمن.

## اقرأ أيضاً
- مؤتمر الأمة
- حزب الأمة السعودي
- حزب الأمة الكويتي